# Schneewittchen (2025)
Schneewittchen (Originaltitel: Snow White) ist ein US-amerikanisches Fantasy-Musical von Marc Webb aus dem Jahr Filmjahr 2025, der von  Walt Disney Pictures produziert wurde.  Der Film ist eine Realverfilmung mit computeranimierten Elementen des Zeichentrickfilms Schneewittchen und die sieben Zwerge von 1937, der auf dem Märchen Schneewittchen der Brüder Grimm basiert. Die titelgebende Hauptrolle spielt Rachel Zegler, während Gal Gadot in die Rolle der Bösen Königin schlüpft. Beide Besetzungen wurden vielfach von Fans und Medien kritisiert, ebenso wie die Computeranimation der sieben Zwerge statt echter Darsteller. Gemessen am Einspielergebnis wurde der Film für Disney zu einem großen finanziellen Flop.
Die Premiere des Films fand am 15. März 2025 in Hollywood statt. In den US-amerikanischen Kinos lief er am 21. März 2025 an, in Deutschland und Österreich bereits am Vortag. Ursprünglich war die Veröffentlichung für 2024 angedacht, zwischenzeitlich war der 12. Juni 2025 als Veröffentlichungsdatum angesetzt worden.

## Handlung
In einem friedlichen Königreich kommt während eines Schneesturms eine Prinzessin zur Welt, die zur Erinnerung an diesen Tag den Namen Schneewittchen erhält. Jahre später, nachdem die Königin krank wurde und gestorben ist, nimmt sich der König eine schöne Adlige zur zweiten Frau. Die neue Königin warnt vor einem bevorstehenden Angriff. Der König macht sich auf, diesen abzuwehren, kehrt jedoch nie zurück. Danach entpuppt sich die Königin als eitle und böse Seele.
Jahre später leiden die Untertanen unter zu hohen Steuern und es herrschen Elend und Armut. Schneewittchen, jetzt eine junge Frau, wurde zu einem Küchenmädchen degradiert. Die böse Königin, die stolz auf ihre Schönheit ist, erfährt von ihrem Zauberspiegel, dass Schneewittchen nun die Schönste des Landes ist. Schneewittchen lernt bald einen gutaussehenden Banditen namens Jonathan kennen, als dieser aus der Speisekammer des Schlosses Essen für sich und seine Freunde stehlen will. Sie lässt ihn mit etwas Essen fliehen.
Schneewittchen bittet ihre Stiefmutter, die Untertanen freundlich zu behandeln, aber der Königin ist dies gleichgültig. Die böse Königin befiehlt, eifersüchtig auf die Schönheit Schneewittchens, einem Jäger, sie hinzurichten und ihr Herz in einem juwelenbesetzten Kästchen zurückzubringen. Der Jäger warnt Schneewittchen stattdessen vor den Absichten ihrer Stiefmutter. Aus Angst um ihr Leben flieht Schneewittchen in den Wald, wo sie auf die Tiere des Waldes trifft, die sie in eine abgelegene Hütte führen. Schneewittchen weiß nicht, dass die Hütte den sieben Zwergen namens Brummbär, Chef, Happy, Hatschi, Pimpel, Schlafmütz und Seppl gehört, die alle ihre Tage in einer Diamantenmine verbringen. Sie finden sie schlafend in ihren Betten und haben Mitleid mit ihr, als sie ihnen von ihrer Notlage erzählt. Als die Königin erfährt, dass Schneewittchen lebt, sperrt sie den Jäger ein und befiehlt ihren Wachen, Schneewittchen zu suchen. 
Schneewittchen und Jonathan treffen sich im Wald wieder und wehren sich zusammen mit den Dieben gegen die Wachen. Die beiden erkennen ihre Gefühle füreinander, bevor Jonathan aufbricht, um den König zu suchen, von dem Schneewittchen glaubt, dass er noch am Leben ist. Jonathan wird von den Wachen gefangen genommen und eingekerkert. Die Königin, die Schneewittchens Aufenthaltsort mittlerweile herausgefunden hat, zieht sich in ihre geheimen Gemächer zurück. Sie verwandelt sich in eine ältere Frau und erschafft einen vergifteten Apfel, um Schneewittchen mit dem Fluch des schlafenden Todes zu belegen.
Nachdem die Zwerge zur Arbeit gegangen sind, findet die Königin ihr Häuschen und bringt Schneewittchen dazu, den Apfel zu essen, indem sie behauptet, sie sei eine Verbündete von Jonathan. Dann offenbart sie ihrer Stieftochter, dass sie ihren Vater getötet hat, indem sie ihn dazu gebracht hat, einen Feldzug gegen eine Bedrohung im Süden zu führen, bevor Schneewittchen in den schlafenden Tod fällt und die Königin sich in ihr Schloss zurückzieht. Die Zwerge finden ihren schlafenden Körper bei ihrer Rückkehr. Jonathan, der mit Hilfe des Jägers aus dem Kerker der Königin entkommen ist, kommt vorbei und küsst Schneewittchen als Dank dafür, dass sie ihm den Glauben an die Zukunft des Königreiches zurückgegeben hat. Schneewittchen erwacht und schart die Zwerge und Jonathans Freunde um sich, um die böse Königin zu stürzen.
Während die Zwerge, Diebe und Zivilisten gegen die Wachen kämpfen, sagt der Spiegel der Königin, dass Schneewittchen schöner ist als sie, weil es freundlich und gerecht ist. Als Schneewittchen in die Kammer tritt, sieht sie, wie die Königin den Spiegel zerstört, der sich als die Quelle ihrer Kräfte erweist. Daraufhin verwandelt sie sich selbst in Glas und verschwindet in einem Strudel, während der Zauberspiegel sich selbst repariert.
Schneewittchen wird zur neuen Königin gekrönt und regiert das Land mit gerechter Hand. Sie und Jonathan heiraten bald.

## Produktion

### Entstehungsgeschichte

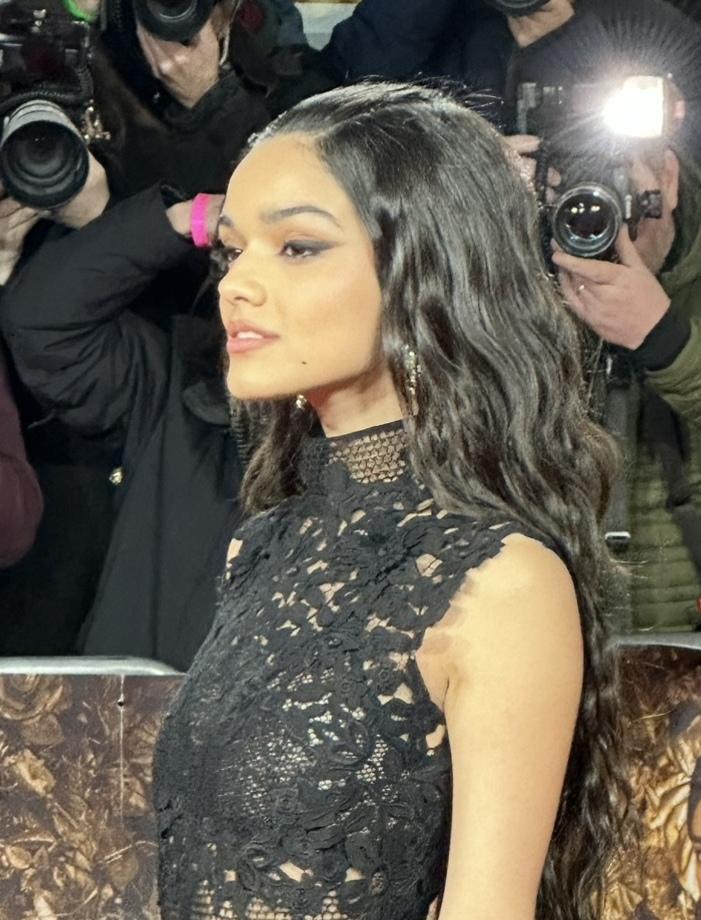
Rachel Zegler spielt die Hauptrolle des Schneewittchen

Nachdem Walt Disney seit 2010 mit dem finanziellen Erfolg von Alice im Wunderland zahlreiche ihrer Filmklassiker mit Realfilmen neu adaptiert hatte, gab das Unternehmen im Oktober 2016 bekannt, auch Schneewittchen und die sieben Zwerge neu verfilmen zu wollen. Neben den klassischen Liedern sollen auch neue Stücke zu hören sein, die aus der Feder von Benj Pasek und Justin Paul stammen. Der bereits im Mai 2019 als Regisseur favorisierte Marc Webb übernahm das Engagement. Das erste Drehbuch stammt von Erin Cressida Wilson. Als Produzent wurde Marc Platt verpflichtet. Im Juni 2021 wurde Rachel Zegler als Schneewittchen gecastet. Anfang November 2021 wurden die Verpflichtung Gal Gadots als Böse Königin bekannt. Im gleichen Monat wurde bestätigt, dass Greta Gerwig das Drehbuch schreiben sollte.
Zegler kündigte in einem Fernsehinterview an, der Film werde tiefgehender sein als das Original. Neben ihrer Besetzung wurde auch eine Darstellerin für das junge Schneewittchen gesucht. Im Dezember 2022 wurde Andrew Burnap für die männliche Hauptrolle des Jonathan gecastet. Dieser soll mit Robin Hood vergleichbar sein und mit Schneewittchen eine Liebesbeziehung eingehen und ersetzt den Prinzen  aus dem Zeichentrickfilm.
Im Rahmen der D23 2024 wurde ein erster Teaser-Trailer mit den vollständig computeranimierten Zwergen gezeigt. Die Produktionskosten beliefen sich auf 270 Millionen US-Dollar. Branchendienste schätzen Disneys Gesamtaufwand einschließlich Marketingkosten auf bis zu 500 Millionen Dollar.

### Dreharbeiten
Die Dreharbeiten zu Schneewittchen sollten ursprünglich im März 2020 in Vancouver, British Columbia, beginnen. Im Zuge der Corona-Maßnahmen wurde die Produktion jedoch ausgesetzt.
Die Dreharbeiten fanden zwischen März bis Juli 2022 in Großbritannien statt. Erste Setfotos wurden am 14. März 2022 geleakt. Am Folgetag brach am Set in den Pinewood Studios ein Feuer aus. Während der Aufbauarbeiten fing ein Baum Feuer und setzte das ganze Studio in Brand. Laut Disney fanden zu diesem Zeitpunkt noch keine Dreharbeiten statt. Die Szenen mit Gadot wurden zwischen Ende März und Ende April aufgenommen. Nachdrehs fanden im Juni 2024 statt.

### Musik
Der Soundtrack zum Film erschien am 14. März 2025. Dieser beinhaltet neue Lieder, die von Benj Pasek und Justin Paul geschrieben wurden.
| Deutscher Soundtrack 1. Was hier wächst wird gut 2. Was hier wächst wird gut (Dorfbewohner-Reprise) 3. Ich wünsch es wäre wahr 4. Hei-Ho 5. Wunderschön 6. Wer bei der Arbeit pfeift 7. Prinzessinnen-Probleme 8. The Silly Song 9. Nimm meine Hand 10. Wunderschön (Reprise) 11. Ich wünsch es wäre wahr (Reprise) 12. Schneewittchens Rückkehr 13. Was hier wächst wird gut (Finale) | Original Filmsoundtrack 1. Good Things Grow 2. Good Things Grow (Villagers' Reprise) 3. Waiting on a Wish 4. Heigh-Ho 5. All Is Fair 6. Whistle While You Work 7. Princess Problems 8. The Silly Song 9. A Hand Meets A Hand 10. All Is Fair (Reprise) 11. Waiting On A Wish (Reprise) 12. Snow White Returns 13. Good Things Grow (Finale) |

## Synchronisation
Die deutsche Synchronfassung entstand bei der FFS Film- & Fernseh-Synchron in Berlin. Das Dialogbuch schrieb Manuel Straube, der auch die Dialogregie führte. Die Liedtexte schrieb Christopher Noodt, welcher auch für die Musikalische Leitung verantwortlich war.
| Rolle          | Darsteller           | Synchronsprecher |
| Schneewittchen | Rachel Zegler        | Sophia Riedl     |
| Böse Königin   | Gal Gadot            | Rubina Nath      |
| Jonathan       | Andrew Burnap        | Dennis Herrmann  |
| Seppl          | Andrew Barth Feldman | Christian Zeiger |
| Brummbär       | Martin Klebba        | Tobias Lelle     |
| Chef           | Jeremy Swift         | Florian Halm     |
| Happy          | George Salazar       | Tobias Müller    |
| Hatschi        | Jason Kravits        | Axel Malzacher   |
| Pimpel         | Tituss Burgess       | Manuel Straube   |
| Schlafmütz     | Andy Grotelueschen   | Stefan Gossler   |
| Jäger          | Ansu Kabia           | Daniel Welbat    |
| Zauberspiegel  | Patrick Page         | Achim Buch       |
| Quigg          | George Appleby       | Asad Schwarz     |
| guter König    | Hadley Fraser        | Karim Khawatmi   |
| gute Königin   | Lorena Andrea        | Yvonne Greitzke  |

## Kritiken
„Mit Ausstattung und Kostümen protzendes Märchen-Musical mit einer herausragenden Rachel Zegler, bei dem man die Begründung für die hinzugefügten Handlungsstränge zwar sehr gut nachvollziehen kann – am Ende funktionieren sie aber trotzdem nur bedingt.“

„‚Schneewittchen‘ scheint bereits verloren zu sein, nicht zuletzt mit Blick auf die Trailer-Reaktionen. ‚Der vergiftete Apfel wird die beliebteste Figur im ganzen Film sein‘, schreibt eine Person auf Youtube. Dass sie Recht behält, ist alles andere als unwahrscheinlich.“

„Disneys Neuauflage schlichtet die vorangegangenen Diskussionen über CGI-Figuren und Jungfrauen in Nöten so wie die Heldin, die zwischen den streitenden Zwergen vermittelt: mit sanfter Bestimmtheit. Dieses Schneewittchen verzaubert, weil der wahre Traum einer besseren Welt in der Versöhnung der Zweifelnden liegt und das Böse sich selbst zu Fall bringt.“

„Letztendlich ist ‚Schneewittchen‘ ein Film, der sich lohnt – wegen seiner starken Titelfigur, und weil er mehr abenteuerreiche Fantasy-Geschichte (die durchaus auch ihre Längen hat) als Märchen ist. Weil er genauso großartige Bilder wie eindrucksvolle Musik bietet. Weil er zeigt, dass klassische Stoffe neu gedacht werden können. Weil er beweist, dass Wandel möglich ist – selbst in der märchenhaften Welt von Disney.“

## Kontroverse
Die Besetzung von Rachel Zegler, einer Latina, als Schneewittchen wurde kritisiert, da die Figur in der Originalfassung eine Haut „so weiß wie Schnee“ hat. Zegler betonte im Januar 2022 gegenüber dem Branchenmagazin Variety ihre Achtung vor der Rolle: „Niemals in einer Million Jahren hätte ich mir vorstellen können, diese Möglichkeit zu bekommen. Üblicherweise wird die Rolle Schneewittchens nicht mit einer Latina besetzt, obwohl Schneewittchen in spanischsprachigen Ländern sehr populär ist. […] Als das bekanntgegeben wurde, war es ein Riesenthema auf Twitter, weil alle verärgert waren. Da müssen wir die Leute noch überzeugen. Ich werde eine Latina-Prinzessin sein.“ Jedoch kritisierte Zegler Aspekte des Originalfilms, darunter die Charakterisierung des Prinzen und Schneewittchens, welche sie missbilligt. Diese Äußerungen wurden von Fans und Presse stark kritisiert.
Die CGI-Animation der Zwerge statt der Besetzung echter kleinwüchsiger Darsteller wurde ebenfalls kritisiert, hatte jedoch folgenden Hintergrund: Im Januar 2022 äußerte sich der kleinwüchsige Schauspieler Peter Dinklage in einem Interview kritisch zum geplanten Remake: „Als ich erfuhr, dass Schneewittchen mit einer Latina besetzt wird, aber immer noch die Geschichte von Schneewittchen und den sieben Zwergen erzählt wird, war ich etwas überrascht. […] Auf der einen Seite ist man progressiv und dann erzählt man die verdammte rückwärtsgewandte Geschichte von sieben Zwergen, die in einer Höhle leben, was zur Hölle soll das? Habe ich gar nichts getan, um die Sache aus meiner Sicht voranzubringen?“ Disney reagierte auf Dinklages Vorwürfe und versicherte: „Wir sind bestrebt, die Stereotypen des Originalfilms zu vermeiden. Wir wählen einen anderen Ansatz für die sieben Charaktere, wobei die Community der Kleinwüchsigen auch einbezogen wird.“ Der Film wird zudem schlicht Snow White heißen, um der Kritik zu begegnen.
Die Besetzung beider Hauptrollen mit Rachel Zegler und Gal Gadot wurde auch aufgrund kontroverser Aussagen von beiden Schauspielerinnen, vor allem über den Krieg in Israel und Gaza seit 2023, kritisiert. Rachel Zeglers Post auf der Plattform X, bei welchem sie den Trailer zu Schneewittchen ankündigte, quittierte sie mit Free Palestine, was den Produzenten Marc Platt dazu bewogen haben soll, mit ihr ein direktes Gespräch zu suchen. Ein weiterer Post, bei dem sie nach der Präsidentschaftswahl die Wähler von Donald Trump verunglimpfte, führte dazu, dass Disney ihr einen Berater für die Sozialen Medien zur Seite stellte.